# Dörfleshof
Dörfleshof ist ein Gemeindeteil der Gemeinde Herbstadt im unterfränkischen Landkreis Rhön-Grabfeld in Bayern.

## Geografie
Die Einöde liegt im unterfränkischen Teil des Grabfelds, auf einer Flur etwa 1 km nordwestlich von Ottelmannshausen.

## Geschichte
1522 entstand das älteste noch vorhandene Bauteil des Dörfleshofs, der sich einstmals im Besitz des hennebergischen Hausklosters Veßra befand. Dieses erwarb den Hof schon 1220. Mit dem Aussterben der Grafen von Henneberg 1583 kam der stattliche Hof mit Ottelmannshausen durch den Schleusinger Vertrag 1586 im Tausch zum Hochstift Würzburg. Seit 1814 liegt er in Bayern.